# المجعارة (بني سعد)

تعديل مصدري - تعديل

المجعارة هي إحدى قرى عزلة بني قراط بمديرية بني سعد التابعة لمحافظة المحويت، بلغ تعداد سكانها 29 نسمة حسب تعداد اليمن لعام 2004.